# Liga I 2007-2008
La Liga I 2007-2008 è stata la 90ª edizione della massima serie del campionato rumeno di calcio, disputato tra il 27 luglio 2007 e il 7 maggio 2008 e concluso con la vittoria finale del CFR Cluj (al suo primo titolo).

## Squadre partecipanti
- Ceahlăul Piatra Neamț - Neopromossa (N)
- CFR Cluj - Campione Liga I 2007-2008 (C)
- Dacia Mioveni - Neopromossa (N)
- Dinamo Bucarest
- Farul Constanța
- Gloria Bistrița
- Gloria Buzău
- Oțelul Galați
- Pandurii Târgu Jiu

- Politehnica Iași
- Politehnica Timișoara
- Rapid Bucarest
- Steaua Bucarest
- Unirea Urziceni
- Universitatea Cluj - Neopromossa (N)
- Universitatea Craiova
- UTA Arad - Neopromossa (N)
- FC Vaslui

## Classifica finale
|  |     | Classifica 2007-08 | Pt | G  | V  | N  | P  | GF | GS | DR  |
|  | --- | ------------------ | -- | -- | -- | -- | -- | -- | -- | --- |
|  | 1.  | CFR Cluj (C)       | 76 | 34 | 23 | 7  | 4  | 52 | 22 | +30 |
|  | 2.  | Steaua Bucarest    | 75 | 34 | 23 | 6  | 5  | 51 | 13 | +32 |
|  | 3.  | Rapid Bucarest     | 61 | 34 | 18 | 7  | 9  | 52 | 31 | +21 |
|  | 4.  | Dinamo Bucarest    | 61 | 34 | 17 | 10 | 7  | 55 | 36 | +19 |
|  | 5.  | Unirea Urziceni    | 61 | 34 | 16 | 13 | 5  | 42 | 24 | +18 |
|  | 6.  | Timișoara          | 57 | 34 | 16 | 9  | 9  | 57 | 44 | +13 |
|  | 7.  | Vaslui             | 47 | 34 | 12 | 11 | 11 | 44 | 34 | +10 |
|  | 8.  | Oțelul Galați      | 46 | 34 | 14 | 4  | 16 | 47 | 50 | -3  |
|  | 9.  | FCU Craiova        | 43 | 34 | 12 | 7  | 15 | 42 | 48 | -6  |
|  | 10. | Gloria Bistrița    | 42 | 34 | 11 | 9  | 14 | 34 | 40 | -6  |
|  | 11. | Politehnica Iași   | 41 | 34 | 11 | 8  | 15 | 37 | 41 | -4  |
|  | 12. | Pandurii           | 40 | 34 | 11 | 7  | 16 | 36 | 43 | -7  |
|  | 13. | Farul Costanza     | 40 | 34 | 10 | 10 | 14 | 25 | 38 | -13 |
|  | 14. | Gloria Buzău       | 37 | 34 | 10 | 7  | 17 | 30 | 56 | -26 |
|  | 15. | Ceahlăul (N)       | 36 | 34 | 10 | 6  | 18 | 33 | 46 | -13 |
|  | 16. | Dacia Mioveni (N)  | 31 | 34 | 7  | 10 | 17 | 26 | 43 | -17 |
|  | 17. | UTA Arad (N)       | 26 | 34 | 6  | 8  | 20 | 30 | 52 | -22 |
|  | 18. | U Cluj (N)         | 23 | 34 | 4  | 11 | 19 | 35 | 58 | -26 |

## Marcatori
| Posizione | Giocatore          | Gol | Squadra         |
| --------- | ------------------ | --- | --------------- |
| 1         | Ionel Dănciulescu  | 21  | Dinamo          |
| 2         | Emil Jula          | 17  | Oțelul Galați   |
| 3         | Gigel Bucur        | 16  | Poli Timișoara  |
| 3         | Marko Ljubinković  | 16  | FC Vaslui       |
| 5         | Florin Costea      | 15  | U Craiova       |
| 6         | Eugen Trică        | 14  | CFR Cluj        |
| 6         | Florin Bratu       | 14  | Dinamo          |
| 8         | Cristian Coroian   | 11  | Gloria Bistrița |
| 9         | Cristian Fabbiani  | 10  | CFR Cluj        |
| 10        | Ionuț Mazilu       | 9   | Rapid \ Dnipro  |
| 10        | Nicolae Dică       | 9   | Steaua          |
| 10        | Cristian Dănălache | 9   | Unirea          |
| 13        | Adrian Cristea     | 8   | Dinamo          |
| 13        | Claudiu Ionescu    | 8   | Gloria Buzău    |
| 13        | Ionuț Bâlbă        | 8   | Poli Iași       |
| 13        | Dorin Goga         | 8   | U Cluj          |

## Verdetti
- CFR Cluj vincitore della Premier League 2007-08.
- CFR Cluj ammessa alla Fase a gironi della UEFA Champions League 2008-09.
- Steaua Bucarest ammessa al  3º turno preliminare della UEFA Champions League 2008-09.
- Rapid Bucarest,  Dinamo Bucarest,  Unirea Urziceni e  Timișoara ammesse al 1º turno della Coppa UEFA 2008-2009.
- Vaslui e  Oțelul Galați ammesse al 3º turno della Coppa Intertoto 2008.
- Ceahlăul,  Dacia Mioveni,  UTA Arad e  U Cluj retrocesse in Liga II.
- Argeș Pitești,  Brașov,  Gaz Metan Mediaș e  Otopeni promosse in Liga I.